# Vương Quân Hinh
Vương Quân Hinh (tiếng Trung: 王君馨, tiếng Anh: Grace Wong Kwan-hing, sinh ngày 5 tháng 5 năm 1986) là một nữ diễn viên, ca sĩ kiêm người dẫn chương trình truyền hình người Hồng Kông. 
Sau khi giành ngôi Á hậu 1 tại cuộc thi hoa hậu Hồng Kông vào năm 2007, cô bước chân vào TVB và gây dựng nên sự nghiệp tại đây trước khi tuyên bố giã từ TVB vào năm 2021. Với vai diễn Hoa Mạn trong bộ phim truyền hình Anh hùng thành trại, cô được nhận giải TVB cho Nữ nhân vật được yêu thích nhất.